# بابابشمان (مقاطعة دورود)
بابابشمان (بالفارسية: باباپشمان) هي قرية تقع في قسم تشالانتشولان الريفي (مقاطعة دورود) في إيران. يقدر عدد سكانها بـ 294 نسمة بحسب إحصاء 2016.